# 튜니티라 불러다오
《튜니티라 불러다오》(영어: Trinity Is Still My Name/이탈리아어: Continuavano a Chiamarlo Trinità)는 1971년에 개봉한 이탈리아의 서부 영화이자 내 이름은 튜니티의 속편이다.

## 출연
- 테렌스 힐 - 튜니티
- 버드 스펜서 - 밤비노
- 엔조 피에르몬테 - 농부
- 다나 기아 - 농부의 아내
- 얀티 서머 - 농부의 딸
- 안토니오 먼시리슨 - 헤드릭스

## 한국판 성우진(KBS)
- 홍시호 - 튜니티(테렌스 힐)
- 한상덕 - 밤비노(버드 스펜서)
- 김태연 - 농부(엔조 피에르몬테)
- 유만준 - 수도승(푸포 드 루카)
- 이윤선 - 헤드릭스(안토니오 먼시리슨) / 스팅거리 스미스(베니토 스테파넬리)
- 이호인 - 총잡이(진 루이스) / 바덴더(루이지 보노스)
- 장승길 - 튜니티와 밤비노의 아버지(해리 캐리 주니어) / 파커(에밀리오 델 피아네)
- 강구한 - 총잡이(리카르도 피즈티) / 보안관(엔조 타라스시오)
- 성창수 - 총잡이(포루투나토 아레나) / 로버트(제라르 랜드리)
- 김태웅 - 총잡이(길도 디 마르코)
- 김옥경 - 튜니티와 밤비노의 어머니(제시카 더블린)
- 조진숙 - 농부의 아내(다나 기아)
- 김소형 - 멕시코 인(토니 카세일)
- 소연 - 농부의 딸(얀티 서머)